# Angelis
Angelis fue un grupo de canto británico de música clásica creado por Simon Cowell. 
Se formó a principios de 2006 y estaba compuesto por seis chicos y chicas, que tenían entre 11 y 14 años. Los componentes fueron descubiertos durante las audiciones a nivel nacional dirigidas por Ronald Corp y por recomendaciones y contactos con algunos coros del Reino Unido.
Su álbum debut epónimo fue lanzado el 6 de noviembre de 2006. Vendió más de 350.000 copias y logró el disco de platino, alcanzando el número dos en las listas de álbumes del Reino Unido y el número uno en las listas de álbumes de Escocia. Los miembros del grupo recibieron un disco de platino en GMTV.
En el álbum se encuentran canciones como Angel, Pie Jesu, May It Be o el famoso villancico O, Holy Night.
A principios de 2007 Cowell puso fin al grupo, en parte como resultado de complicaciones con una gira planificada en el extranjero.

## Discografía

### Álbumes
| 2006 | Angelis - Lanzamiento: 6 de noviembre - Discografía: Syco Music - Formato: CD, descarga digital | 2 |